# Campoletis viennensis
Campoletis viennensis är en stekelart som först beskrevs av Johann Ludwig Christian Gravenhorst 1829.  Campoletis viennensis ingår i släktet Campoletis och familjen brokparasitsteklar. Arten är reproducerande i Sverige. Inga underarter finns listade.